# Elena Donaldson Akhmilovskaya
Elena Donaldson Akhmilovskaya (Leningrado, 11 de março de 1957 — Kirkland, 18 de novembro de 2012) foi uma enxadrista russa naturalizada estadunidense e WGM de xadrez. Ela foi campeã do Torneio de Candidatos de 1986 e desafiante do título mundial contra Maia Chiburdanidze em Sófia, Bulgária, perdendo por 8½–5½.
Embora seja etnicamente russa, viveu em Tbilisi, Geórgia até 1988, quando casou secretamente com John Donaldson, capitão da equipe de xadrez estadunidense, durante a Olimpíada de Xadrez em Salónica, Grécia.  Morou em Seattle, com seu segundo marido, Georgi Orlov.